# Trachyzelotes mutabilis
Trachyzelotes mutabilis är en spindelart som först beskrevs av Simon 1878.  Trachyzelotes mutabilis ingår i släktet Trachyzelotes och familjen plattbuksspindlar. Inga underarter finns listade i Catalogue of Life.